# Maxim Hartman
Maxim Hartman (Delft, 13 augustus 1963) is een Nederlandse televisiemaker, presentator en acteur. Hartman vergaarde bekendheid als helft van het duo Rembo & Rembo. Hij heeft sindsdien verschillende (kinder)programma's bedacht en gepresenteerd voor voornamelijk de VPRO, maar ook voor commerciële omroepen. Hartman staat bekend om zijn provocerende stijl. In 2012 ging een fragment van zijn programma Omroep Maxim viraal waarin een mandje van Tichelaar wordt aangeprezen.

## Televisiecarrière

### Villa Achterwerk
Rembo & Rembo was het eerste programma dat Hartman maakte. Hij deed dit samen met Theo Wesselo voor het VPRO-kinderprogramma Villa Achterwerk van 1987 tot en met 1997. Rembo & Rembo was een aaneenschakeling van vaak grove humoristische sketches bedacht en gespeeld door Hartman en Wesselo zelf. Legendarisch zijn onder andere De Gluurbuur ("Da's toch nie normaal, da's abnormaal! Da's toch gewoon nie te geleuven!"), de dramaserie De Föhn en Familie Magdat.
Naast een aantal seizoenen van Rembo & Rembo en diverse andere programma's, zoals Presentator Skip, WakNouZie, Knutsel Je Mee Ja of Nee?, Schepper de schep, Kinderbevrijdingsfront, Van de televisie, Lekker dansen en Ja hoor! (alles VPRO), nam Hartman tot twee keer toe ook de centrale presentatie van Villa Achterwerk op zich. Dit deed hij in 2001 met het duo Tilly en Florien. Later, in 2008, was hij opnieuw het gezicht van Villa Achterwerk, maar toen presenteerde hij het programma alleen en was het getiteld Villa Achterwerk: Haal het onderste uit je kan!. Hierin ging Hartman op bezoek bij kijkers thuis en in het land. Dit was de eerste keer dat de programma's vanaf locatie werden aangekondigd.
Voor het programma Lekker dansen won Hartman in 2005 de Cinekid Kinderkast-prijs. In de categorie fictie ontving hij de vakjuryprijs.

### Commerciële televisie
Eind jaren negentig week Hartman uit naar de commerciële televisie. Zo presenteerde hij samen met Michael van Buuren Mooi Meegenomen en Speurders voor Veronica, dat toen nog onder de Holland Media Groep (HMG) viel. Ook presenteerde hij voor Net5 het programma De Nederlandse Humorstichting.
In 2007 was Hartman betrokken bij NOX, een nachtelijk televisieprogramma van de commerciële televisiezender Tien.
Naast presenteren en acteren heeft Hartman ook meegewerkt aan realityprogramma's. Zo deed hij in 2007 mee aan Peking Express VIP van Net5 en in 2010 aan het RTL 5-programma Expeditie Robinson. In 2022 was Hartman als een van de deelnemers te zien in het Videoland-programma Celebrity Apprentice.

### Overige programma's
Van 2007 tot en met 2010 presenteerde Hartman elke zomer met eerst Khadija Massaoudi (2007) en daarna Lamia Abbassi (2008 t/m 2010) het reisprogramma Tante in Marokko bij de Nederlandse publieke omroep NTR (voorheen RVU). Hierin volgden zij Marokkanen uit Nederland die op vakantie gaan naar Marokko.
Hartman doet regelmatig voice-overwerk bij televisieprogramma's en spreekt ook reclamefilms in. Zo werd hij in 2009 ook de vaste inval-voice-over van Man bijt hond. Ook was hij in 2017 en 2018 te horen in de radiospotjes van Toyota.
In 2010 maakte hij samen met Waldemar Torenstra de talkshow Ze is van mij voor de VPRO als onderdeel van TV Lab. In deze talkshow praatten Hartman en Torenstra met bekende mannen over vrouwen. Na het succes van de toen eenmalige aflevering werd besloten een volledige serie van de talkshow te maken, die werd uitgezonden op Nederland 3.
In april 2011 startte Hartman (onder de vlag van de VPRO) met de uitzendingen van een nieuwe omroep genaamd Omroep Maxim. Net zoals Bart de Graaffs BNN destijds, was Hartman van plan om vanuit dit programma een omroep voor vernieuwende televisie te ontwikkelen.
Hartman presenteerde in 2013 samen met René van Leeuwen een aantal weken het programma MaximLive van weblog GeenStijl. Ook was hij tot maart 2015 te zien in DumpertReeten, een programma waarin wordt teruggeblikt op memorabele Dumpert-video's.
In het najaar van 2014 was de eerste aflevering van Hartmans programma Nog meer voor mannen te zien op RTL 7. In dit programma komt hij op voor de 'onderdrukte man anno 2014' en worden typisch mannelijke rolmodellen en bezigheden gevolgd.
In 2015 speelde Hartman mee in het televisieprogramma De Slimste Mens.
Naast zijn werkzaamheden in de media richt Hartman zich steeds meer op zijn grote passie: het aantonen dat humor overal aanwezig is en dat al het menselijk lijden zinloos is. In 2009 verscheen zijn eerste boek Maling, omschreven als een verzameling 'autobiografische schetsen van een man die het leven te lijf gaat met humor, seks en kunst'. In 2016 bracht Hartman via uitgeverij Podium De Nationale Vrouwenspotgids uit.
Van januari 2016 tot mei 2017 werkte Hartman voor NOS Studio Sport. In de uitzendingen van Eredivisie op Vrijdag had hij de rubriek 'Maxim Hartman ontmoet', waarin hij een voetballer of trainer uit de Eredivisie interviewde. In 2016 mocht Hartman samen met ex-voetballer Glenn Helder voor de Voetbal Inside App naar Spanje om El Clásico van dichtbij mee te maken en daarvan een reportage te maken. Het leverde de nodige hilariteit op en door het succes kwam er een vervolg. Nu mochten Hartman en Helder de wedstrijd Manchester United - Liverpool bijwonen.
In maart 2017 probeerde Hartman in Rutger & Maxim kiezen partij met Rutger Castricum als nieuwkomer politiek bewust te worden  voor de Tweede Kamerverkiezingen 2017. Tijdens de Tour de France 2017 was Hartman te zien in Tour du Jour als reporter ter plaatse.

## Televisieprogramma's
- Rembo & Rembo (VPRO, 1987 – 1997)
- Presentator Skip (VPRO, 1989)
- Lekker dansen (VPRO, 1994)
- Schepper de schep (VPRO, 1997)
- Mooi meegenomen (Veronica, 1997)
- Speurders (Veronica, 1998)
- De Nederlandse Humorstichting (Net5, 1999)
- WakNouZie (VPRO, 1999)
- Villa Achterwerk (VPRO, 2001)
- Kinderbevrijdingsfront (VPRO, 2003)
- Van de televisie (VPRO, 2004 – 2005)
- Nox (Tien, 2007)
- Villa Life: Ja hoor! (VPRO, 2007 – 2008)
- Tante in Marokko (NTR/RVU, 2007 – 2010)
- Villa Achterwerk: Haal het onderste uit je kan! (VPRO, 2008)
- De klas van 2008 (NCRV, 2008)
- Man bijt hond (NCRV, 2009 – 2015)
- Ze is van mij (VPRO, 2010 – 2011)
- Omroep Maxim (VPRO, 2011 – 2012)
- Nog meer voor mannen  (RTL 7, 2014 – heden)
- Eredivisie op Vrijdag (NOS, 2016 – 2017)
- Rutger & Maxim kiezen partij (PowNed, 2017 - 2017)
- Experimensen (NPO 3, 2019)

## Filmografie
| Jaar | Titel                          | Rol                            | Soort    |
| ---- | ------------------------------ | ------------------------------ | -------- |
| 1992 | Het Zakmes                     | Bert Boot                      | Film     |
| 1997 | Madelief: Met de poppen gooien | Man met hond                   | Tv-serie |
| 2000 | Auberge De Vlaamsche Pot       | Frits van Sweelinck-Aerdenhout | Tv-serie |
| 2012 | De Marathon                    | Verslaggever                   | Film     |
| 2012 | Het Sinterklaasjournaal        | Bootpiet                       | Tv-serie |
| 2013 | A Long Story                   | Remco                          | Film     |